# San Giovanni la Punta
San Giovanni la Punta er en italiensk by (og kommune) i regionen Sicilien i Italien, med omkring 23.725(2023) indbyggere.  